# Stazione di Eichborndamm
La stazione di Eichborndamm è una stazione ferroviaria di Berlino. Sita nel quartiere di Reinickendorf, prende nome dalla strada denominata "Eichborndamm".
La stazione è posta sotto tutela monumentale (Denkmalschutz).

## Movimento
La stazione è servita dalla linea S 25 della S-Bahn.

## Interscambi
- Fermata autobus